# Ситино
Ситино (бел. Сі́ціна) — деревня в Городокском районе Витебской области Белоруссии. Входит в состав Бычихинского сельсовета.
Находится примерно в 3 верстах к востоку от более крупной деревни Хвошно.

## Население
- 1999 год — 24 человека
- 2010 год — 8 человек [4]
- 2019 год — 4 человека[1]